# Manfred Wallat
Manfred Wallat (* 17. April 1933; † 12. Oktober 2024) war ein deutscher Fußballspieler.

## Sportliche Laufbahn
Der Stürmer wechselte 1955 vom VfB Gladbeck zum VfB Stuttgart. In der Endrunde um die deutsche Meisterschaft 1956 erzielte Wallat in sieben Spielen drei Tore für die Schwaben. In der Oberliga Süd war er in 15 Spielen für die Stuttgarter einmal vor dem Tor erfolgreich. 1958 wechselte Wallat in die 2. Liga Süd zum Freiburger FC, ein Jahr später schloss er sich dem Ligakonkurrenten 1. FC Pforzheim an. Von 1962 bis 1965 war Wallat als Spielertrainer der SpVgg 08 Schramberg in der 1. Amateurliga aktiv.
Wallat, der zuletzt in Waiblingen lebte, starb im Oktober 2024 im Alter von 91 Jahren.